# عادة بشرية

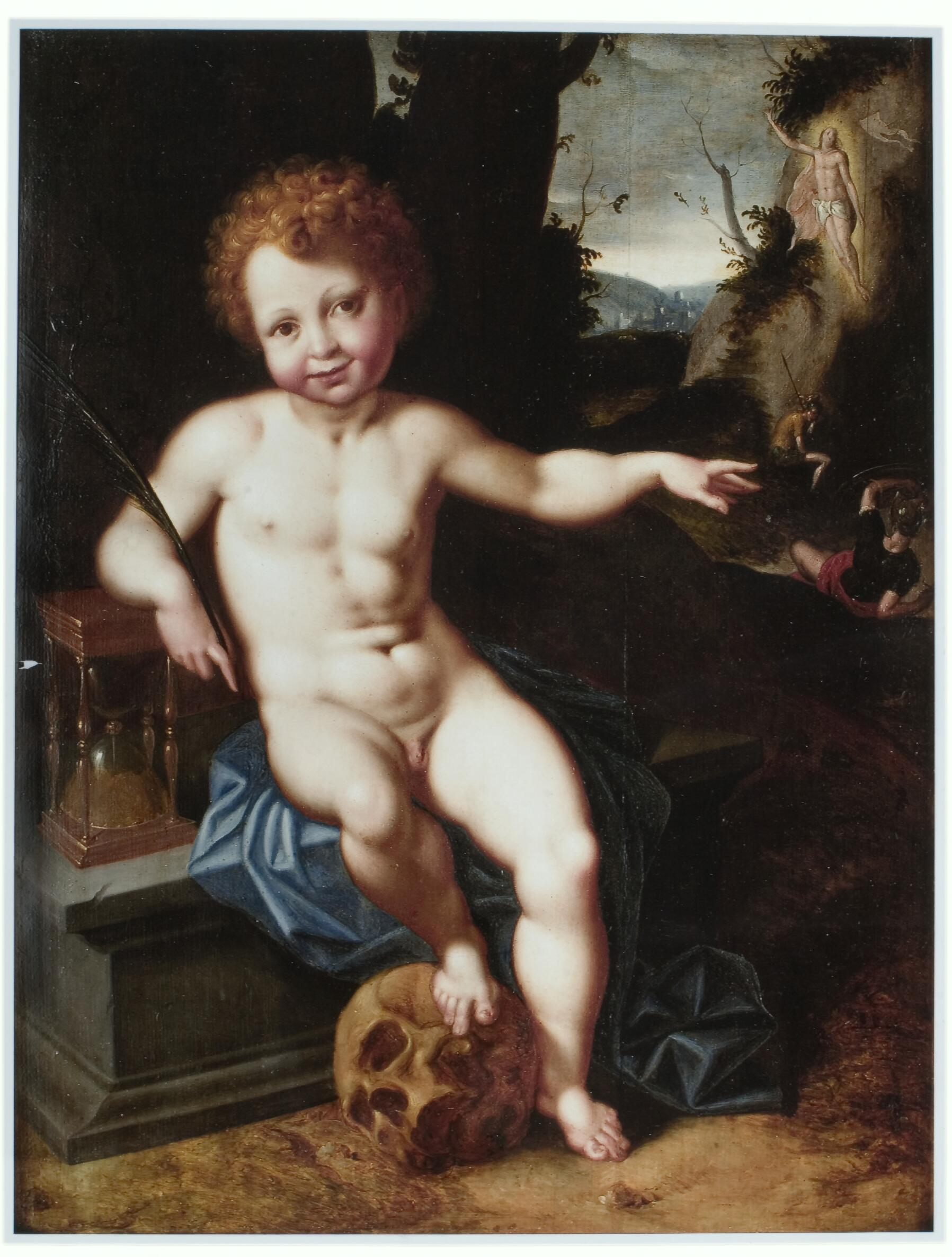

العادة البشرية (بالإنجليزية: Human condition)، أو تسمى أيضاً بـالحالة البشرية والوضع البشري وتشمل الخبرات البشرية في السياقات الاجتماعية والثقافية والشخصية. يمكن وصفها بأنها الجزء الغير قابل للاختزال لطبيعة البشرية المتأصلة، والتي لا علاقة لنوع الجنس أو العرق أو الطبقة أو غيرها، مثال: البحث عن الغرض، الإحساس بالفضول، وحتمية من العزلة، والخوف من الموت...ألخ.
العادة البشرية هو دراسة مخصصة في مجموعة من التخصصات والمجالات الفرعية، التي تشكل العلوم الإنسانية ودراسة التاريخ والفلسفة والأدب والفنون، كلها عوامل تساعد على فهم طبيعة العادة البشرية والترتيبات الثقافية والاجتماعية الواسعة التي تشكل حياة الإنسان.